# Mana Khemia 2: Fall of Alchemy
Mana Khemia 2: Fall of Alchemy, in Giappone Mana Khemia 2: Ochita Gakuen to renkinjutsushi-tachi (マナケミア2 〜おちた学園と錬金術士たち〜?, Mana Kemia 2) è un videogioco di ruolo sviluppato dalla Gust per PlayStation 2. Il gioco è stato pubblicato in Giappone il 29 maggio 2008 e in America Settentrionale il 25 agosto 2008. Il titolo fa parte della serie di videogiochi Atelier. Una conversione per PlayStation Portable è stata pubblicata il 1º ottobre 2009 esclusivamente in Giappone. Il gioco è il sequel di Mana Khemia: Alchemists of Al-Revis, ed è considerato il successore spirituale di Atelier Iris: Eternal Mana.